# Stemmi degli stati arabi
Vengono qui esposti gli stemmi degli stati arabi del presente e del passato.

## Stati attuali

Arabia Saudita
Bahrein
Ciad
Comore
Egitto
Emirati Arabi Uniti
Gibuti
Giordania
Iraq
Kuwait
Libano
Libia
Marocco
Mauritania
Oman
Palestina
Qatar
Siria
Sudan
Tunisia
Yemen
Sahara Occidentale (a limitato riconoscimento)
Somaliland (non riconosciuto)

## Stati passati

Regno d'Egitto (1922-1953)
Siria (1946-1958; 1961-1963)
Egitto (1953-1958)
Repubblica Araba Unita (1958-1961); Egitto (1961-1972)
Siria (1963-1972)
Regno di Libia (1952-1969)
Repubblica Araba di Libia (1969-1972)
Federazione delle Repubbliche Arabe (1972-1977): Egitto (1972-1984); Libia (1972-1977); Siria (1972-1980)
Gran Giamahiria Araba Libica Popolare Socialista (1977-2011)
Regno di Tunisia (1956-1957)
Regno Mutawakkilita dello Yemen (1956-1962)
Yemen del Nord (1962-1966)
Yemen del Nord (1966-1974)
Yemen del Nord (1974-1990)
Yemen del Sud (1967-1970)
Emirati Arabi Uniti (1976-2008)
Regno dell'Iraq (1921-1958)
Iraq (1965-1991)
Iraq (1991-2004)
Iraq (2004-2007)
Siria (1980-2024)
Siria (2024-2025)